# HMS Mary (1650)
La HMS Mary era un vascello di terza classe, a due ponti da 62 cannoni della Royal Navy, costruito nel 1650. Varata come Speaker per il Commonwealth d'Inghilterra in onore di William Lenthall Speaker della Camera dei comuni, prese il nome di HMS Mary con la Restaurazione inglese del 1660.

## Storia

### Speaker
Varata nel 1650 come Speaker era una nave di terza classe da 50 cannoni costruita per la marina repubblicana del Commonwealth d'Inghilterra da Christopher Pett a Woolwich Dockyard. Fu il prototipo per la Classe Speaker. Nel 1653 prese parte alla battaglia di Gabbard servendo come nave ammiraglia per il contrammiraglio Samuel Howett nella divisione posteriore dello squadrone rosso. Il 19 settembre 1656 nel corso della battaglia di Cadice la Bridgewater e la Speaker impegnarono in combattimento il galeone spagnolo Nuestra Señora de la Popa y San Francisco Javier costringendolo ad autoaffondarsi pur di non essere catturato.
La HMS Speaker faceva parte della flotta costituita dalla Naseby, London, Richard e Swiftsure che riportò Carlo II d'Inghilterra dall'esilio in Olanda. Carlo ribattezzò la nave HMS Mary.

### HMSMary
Dopo la Restaurazione inglese fu ribattezzata HMS Mary. Nel 1677 il suo armamento era stato portato a 62 cannoni.
Nel 1688, la Mary fu ricostruita da Thomas Shish a Woolwich Dockyard come nave di terza classe da 62 cannoni. La Mary naufragò sulle Goodwin Sands durante la Grande Tempesta del 1703. Dei suoi 275 membri dell'equipaggio, il capitano e il commissario di bordo erano a terra al momento del naufragio; Solo un marinaio di bordo si salvò. Il contrammiraglio Basil Beaumont, tuttavia, era a bordo della nave in quel momento e morì nel naufragio.

## Il relitto
I sommozzatori locali hanno trovato il sito di un relitto nel 1980. La designazione iniziale era nei 50 metri intorno a quello che oggi è noto come South Mound; cui si è aggiunto il tumulo nord che è stato scoperto nel 1999. Si ritiene che il Mary si trovi sotto il tumulo sud, mentre nel tumulo nord si trova probabilmente la HMS Restoration che è stata distrutta anch'essa nella tempesta. Il sito si trova a 100 metri (330 piedi) a ovest del Goodwin Sands al largo di Deal, tra i relitti della HMS Stirling Castle e della HMS Northumberland, anch'essa affondata nella tempesta.